# Ерик Бециг
 Робърт Ерик Бециг (на английски: Robert Eric Betzig) е американски физик, лауреат на Нобелова награда за химия от 2014 г. заедно с Уилям Мьорнър и Щефан Хел за разработването на флуоресцентна микроскопия със свръхвисока разделителна способност. Той е професор по физика и молекулярна и клетъчна биология в Калифорнийския университет – Бъркли.

## Произход и образование
Бециг е роден на 13 януари 1960 г. в семейството на инженер в Ан Арбър, Мичиган. Като малък желае да работи в аерокосмическата индустрия, поради което записва специалност „Физика“ в Калифорнийския технологичен институт, завършвайки бакалавърската си степен през 1983 г. След това учи в университета „Корнел“, откъдето получава магистърска степен и докторска степен по приложна и инженерна физика съответно през 1985 г. и 1988 г. За докторантурата си се концентрира върху разработването на оптични микроскопи с висока разделителна способност, които да могат да надникнат отвъд теоретичното ограничение от 0,2 μm.

## Научна дейност
След като завършва докторантурата си, Бециг започва работа в Департамента за изследвания на физиката на полупроводниците към Bell Laboratories през 1989 г. По това време колегата му Уилям Мьорнър разработва първия оптичен микроскоп, който може да вижда обекти отвъд ограничението от 0,2 μm, но може да функционира само при температури, близки до абсолютната нула. Вдъхновен от изследванията на Мьорнър, Бециг извежда първите изображения на индивидуални флуоресцентни молекули при стайна температура, определяйки техните позиции на повече от 0,2 μm през 1993 г.
През 1994 г. Бециг се разочарова от академичната общност и от несигурността на корпоративната структура на Bell Laboratories, което го подтиква да напусне и двете. След това прекарва известно време у дома, преди да се завърне отново на научната сцена. По желание на баща си, през 1996 г. той заема позицията на вицепрезидент на научноизследователската дейност в семейната компания Ann Arbor Machine Company. След множество разработки и харчене на пари покрай тях, той успява да продаде едва две устройства.
През 2002 г. се завръща в областта на микроскопията, основавайки фирма в Окемос, Мичиган. Разработва микроскопията чрез фотоактивирана локализация – метод, контролиращ флуоресцентните протеини чрез светлинни пулсации за създаването на изображения с по-висока разделителна способност, отколкото е било възможно до този момент. Първия прототип създава за по-малко от два месеца със свой бивш колега от „Bell Laboratories“, Харалд Хес.
През 2006 г. се присъединява към Медицинския институт „Хауърд Хюз“, където ръководи група за разработването на техники за флуоресцентна микроскопия със свръхвисока разделителна способност. Тя се използва за изучаване на разделянето на клетките в човешките ембриони. През 2014 г. е удостоен с Нобелова награда за химия заедно с Уилям Мьорнър и Щефан Хел.
През 2017 г. Бециг започва работа като преподавател в Калифорнийския университет – Бъркли.